# براینی پیج
براینی پیج (انگلیسی: Bryony Page؛ زادهٔ ۱۰ دسامبر ۱۹۹۰) یک ژیمناست اهل بریتانیا است.
از افتخارات وی میتوان به کسب مدال نقره ترامپولین زنان در بازی‌های المپیک تابستانی ۲۰۱۶ اشاره کرد.